# Gottwalt Christian Hirsch
Gottwalt Christian Hirsch (* 14. November 1888 in Magdeburg; † 14. März 1972) war ein deutscher Zytologe.

## Leben
Hirsch wuchs in Magdeburg als Sohn des Medizinalrats Dr. Max Hirsch und Bruder des späteren Rechtsanwalts und Notars Hans Christoph Hirsch auf. Er studierte nach dort abgelegtem Abitur Naturwissenschaften an den Universitäten Neapel, Halle und Tübingen und trat 1910 dem Corps Rhenania Tübingen bei. Nach der Promotion 1914 zum Dr. rer. nat. in Tübingen folgte im selben Jahr die Habilitation an der Friedrichs-Universität Halle. Im Ersten Weltkrieg leistete er den Kriegsdienst als Bakteriologe.
1921 erhielt er einen Lehrauftrag als Privatdozent an der Universität Utrecht und wurde dort 1926 als außerordentlicher Professor Leiter der experimentellen Histologie. 1937 erfolgte seine Berufung zum ordentlichen Professor und Leiter des Instituts für Zytologie in Utrecht, wo er 1944 vor den anrückenden Westalliierten unter Zurücklassung seiner Habe fliehen musste. Er wurde zunächst Museumskustos der Sammlungen der Universität Göttingen. Von 1946 bis 1948 wurde er von der Britischen Besatzungsmacht zum Professor für Biologie am Britischen College in Göttingen berufen. Es folgten Gastprofessuren in Oxford (1948), Zürich (1951) und Sao Paulo (1954). Die Emeritierung in Deutschland erfolgte 1953.
Hirsch war der Schwiegersohn des Paläontologen und Geologen Otto Jaekel.

## Ehrungen
1940 wurde er in die Deutsche Akademie der Naturforscher Leopoldina gewählt.

## Werke
Hirsch hinterließ nicht nur auf seinem eigentlichen Fachgebiet ein reichhaltiges Schrifttum.
So äußerte er sich zur Akademischen Freiheit, die in den 1960er Jahren heftig umstritten war:

„Kein Losungswort ist seit dem Jahre 1500 so viel mißbraucht worden wie das Wort ‚Freiheit‘: in der Zeit der Reformation, der Französischen Revolution, des Liberalismus Europas und Amerikas, in den Schlagzeilen der Sowjetzone. Es gab dem natürlichen Bedürfnis des Menschen Ausdruck, in seiner Existenz als Individuum zu tun, was ihm gefällt. Es war das Schlagwort des Kampfes von Individuen gegen eine bindende, einengende Gruppe, gegen eine Familie, einen Stand oder im Kampf einer sozialen Schicht gegen eine zwingende höhere Gemeinschaft. Aber es wurde seltener deutlich – wohl allerdings bei Kant, Fichte, Chamberlain, Jaspers –, daß es keine absolute Freiheit gibt, sondern nur ein Gleichgewicht zwischen Freiheit und Bindung. Für das Leben eines Individuums ist die Freiheit der Bewegung ebenso notwendig wie die Bindung an ein Elternhaus. Die Freiheit der persönlichen Schöpfung im Denken, Fühlen und Gestalten ist ebenso wichtig wie die Bindung dieser Vorgänge an eine Gemeinschaft, die mitwirkt und durch ihren Widerhall mitgestaltet.
Von diesem Gleichgewicht, von dieser lebensnotwendigen Polarität müssen wir ausgehen, der Polarität zwischen Bewegungsfreiheit und Ortsgebundenheit, Denkfreiheit und Denkausrichtung durch die Gemeinschaft, zwischen Individuum und Genossenschaft, zwischen schöpferischer Freiheit des Gestaltens und den Formen der Tradition, zwischen der Willkür des Handelns der Individuen oder der Gruppen und dem Widerhall, dem Miterleben durch die höhere Gemeinschaft. Die Existenz des Menschen umfaßt beide Pole; sein Leben entzündet sich durch die Energien, die von dem einen Pol zum anderen strömen: Freiheit und Gebundenheit.“